# Jiang hu er nü

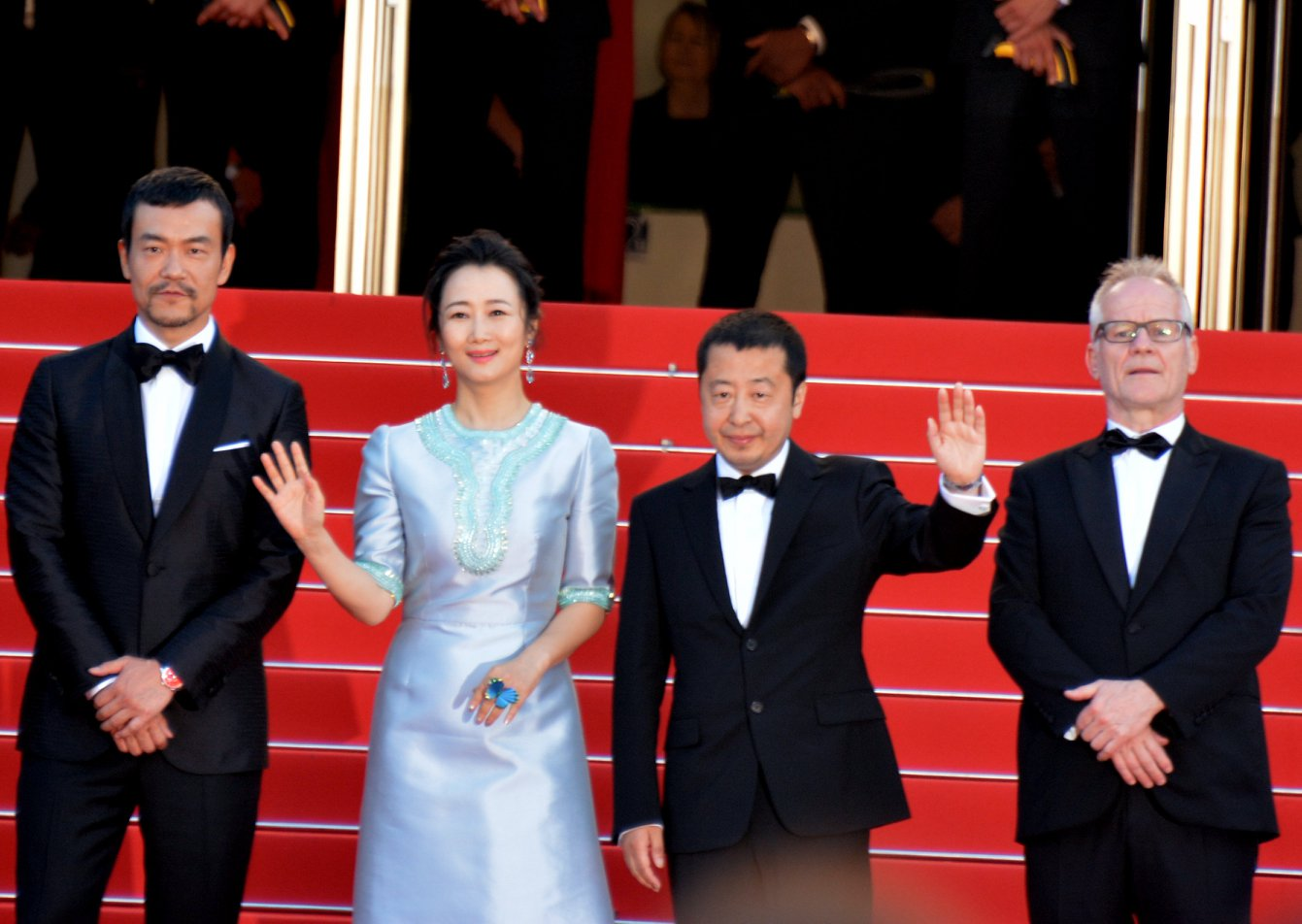
De cast van Jiang hu er nü op het Filmfestival van Cannes, 2018

Jiang hu er nü (江湖儿女; internationale titel: Ash Is Purest White) is een Chinees-Frans-Japanse film uit 2018, geschreven en geregisseerd door Jia Zhangke.

## Verhaal
De film vertelt het liefdesverhaal tussen de jonge danseres Qiao en een lokale gangster Bin over een periode van 2001 tot 2017. Qiao is verliefd op Bin en tijdens een gevecht tussen rivaliserende bendes vuurt Qiao een schot af om Bin te beschermen. Qiao wordt gearresteerd en veroordeeld tot vijf jaar gevangenisstraf. Wanneer Qiao terug vrijkomt gaat ze op zoek naar Bin.

## Rolverdeling
| Acteur        | Personage |
| ------------- | --------- |
| Zhào Tāo      | Qiao      |
| Liao Fan      | Bin       |
| Feng Xiaogang |           |

## Release
Jiang hu er nü ging op 11 mei 2018 in première in de competitie van het filmfestival van Cannes.